# جائزة المكسيك الكبرى 2019
جائزة المكسيك الكبرى 2019 هو سباق فورمولا 1 أقيم في حلبة هيرمانوس رودريغيز، مدينة مكسيكو، المكسيك. كان الثامن عشر من أصل 21 في بطولة العالم لسباقات الفورمولا واحد موسم 2019.